# Condon
Condon is een plaats (city) in de Amerikaanse staat Oregon, en valt bestuurlijk gezien onder Gilliam County.

## Demografie
Bij de volkstelling in 2000 werd het aantal inwoners vastgesteld op 759. In 2006 is het aantal inwoners door het United States Census Bureau geschat op 693, een daling van 66 (-8,7%).

## Geografie
Volgens het United States Census Bureau beslaat de plaats een oppervlakte van 2,2 km², geheel bestaande uit land. Condon ligt op ongeveer 644 m boven zeeniveau.

## Plaatsen in de nabije omgeving
De onderstaande figuur toont nabijgelegen plaatsen in een straal van 48 km rond Condon.